# منير شفتر
منير شفتر (بالألمانية: Mounir Chaftar)‏ (29 يناير 1986 بفرانكفورت في ألمانيا - ) هو لاعب كرة قدم ألماني في مركز الدفاع. شارك مع منتخب ألمانيا تحت 17 سنة لكرة القدم ومنتخب ألمانيا لكرة القدم تحت 18 سنة ومنتخب ألمانيا تحت 19 سنة لكرة القدم ومنتخب ألمانيا تحت 21 سنة لكرة القدم. أما مع النوادي، فقد لعب مع آينتراخت فرانكفورت وكيكرز أوفنباخ ونادي بوخوم ونادي دويسبورغ ونادي ساربروكن وEintracht Frankfurt II ‏ وSV Wacker Burghausen ‏ وأم أس في دويسبورغ II ‏ وVfL Bochum II ‏.

## وصلات خارجية
- منير شفتر على موقع قاعدة بيانات كرة القدم.إي يو (الإنجليزية)
- منير شفتر على موقع بيانات كرة القدم. دي إي (الألمانية)
- منير شفتر على موقع Soccerway.com (الإنجليزية)
- منير شفتر على موقع عالم كرة القدم.نت (الإنجليزية)